# Marcin Komorowski
Marcin Komorowski (* 17. April 1984 in Pabianice) ist ein ehemaliger polnischer Fußballspieler.

## Vereinskarriere
In der Ekstraklasa spielte er für GKS Bełchatów, Łódzki KS, Zagłębie Sosnowiec, Polonia Bytom und Legia Warschau. Bis zu seinem Karriereende 2016 stand er vier Jahre bei Terek Grosny unter Vertrag.

## Nationalmannschaft
In der polnischen Nationalmannschaft debütierte er am 14. Dezember 2008 beim 1:0-Sieg in einem Freundschaftsspiel gegen Serbien. Bis 2015 absolvierte Marcin Komorowski 13 Spiele und traf dabei einmal in einem Freundschaftsspiel gegen Südafrika (1:0).

## Erfolge
- Polnischer Pokalsieger: 2011, 2012